# Microcharon major
Microcharon major är en kräftdjursart som beskrevs av Stanko Karaman 1954. Microcharon major ingår i släktet Microcharon och familjen Microparasellidae. Inga underarter finns listade i Catalogue of Life.